# AFC Cup 2004
De AFC Cup 2004 was de eerste editie van dit voetbaltoernooi voor clubs uit landen die zijn aangesloten bij de Asian Football Confederation (AFC).

## Deelname
De AFC kende aan 14 landen elk twee startplaatsen toe.
Centraal- en West-Azië
 Jemen,  Jordanië,  Libanon,  Oman,  Syrië,  Turkmenistan
Oost-Azië
 Bangladesh,  Hongkong,  India,  Malediven,  Maleisië,  Myanmar,  Noord-Korea,  Singapore
Drie landen schreven geen enkele club in; dit waren Jordanië, Myanmar en Noord-Korea. Twee landen meldden één club aan; dit waren Hongkong en Oman. De tweede club uit Bangladesh trok zich terug en de tweede club uit Jemen werd gediskwalificeerd nadat ze niet kwamen opdagen bij hun eerste uitwedstrijd.

## Groepsfase
Speeldata
1e wedstrijd: 10 en 11 februari
2e wedstrijd: 25 februari
3e wedstrijd: 6 en 7 april
4e wedstrijd: 20 en 21 april
5e wedstrijd: 4 en 5 mei
6e wedstrijd: 18 en 19 mei
De vijf groepswinnaars en de beste drie nummers twee gaan door naar de kwartfinale.
 Groen: Gekwalificeerd voor de kwartfinale 

### Groep A
| # | Club                   | AW | W | G | V | PTN | V-T   |
| - | ---------------------- | -- | - | - | - | --- | ----- |
| 1 | Al-Nejmeh Beiroet      | 6  | 5 | 1 | 0 | 16  | 11-2- |
| 2 | Nisa Aşgabat           | 5  | 2 | 1 | 2 | 7   | 3-4   |
| 3 | Al-Shabab Ibb          | 5  | 2 | 1 | 7 | 2   | 7-7   |
| 4 | Muktijoddha Sangsad KS | 6  | 0 | 1 | 5 | 1   | 2-10  |

| Club                   | MUK     | NEJ | NIS | SHA  |
| ---------------------- | ------- | --- | --- | ---- |
| Muktijoddha Sangsad KS |         | 0-1 | 0-0 | 2-3  |
| Al-Nejmeh Beiroet      | 2-0     |     | 3-1 | 3-0  |
| Nisa Aşgabat           | 1-0     | 0-1 |     | n.g. |
| Al-Shabab Ibb          | 3-0 (r) | 1-1 | 0-1 |      |

### Groep B
| # | Club                | AW | W | G | V | PTN | V-T  |
| - | ------------------- | -- | - | - | - | --- | ---- |
| 1 | Al-Wahda Damascus   | 4  | 2 | 2 | 0 | 8   | 8-2  |
| 2 | Dhofar Club Salalah | 4  | 1 | 1 | 2 | 4   | 6-7  |
| 3 | Mahindra United     | 4  | 1 | 1 | 2 | 4   | 5-10 |

| Club                | AWD | DHO | MAH | AWS |
| ------------------- | --- | --- | --- | --- |
| Al-Wahda Damascus   |     | 2-0 | 5-1 |     |
| Dhofar Club Salalah | 1-1 |     | 4-2 |     |
| Mahindra United     | 0-0 | 2-1 |     |     |
| Al-Wahda Sana’a     |     |     |     |     |

Al-Wahda Sana’a (Jemen) reisde niet af naar hun eerste uitwedstrijd, waarop ze uit het toernooi werden gezet en voor de eerstvolgende editie waarvoor ze zich zouden kwalificeren werden uitgesloten. 

### Groep C
| # | Club               | AW | W | G | V | PTN | V-T  |
| - | ------------------ | -- | - | - | - | --- | ---- |
| 1 | Al-Jaish Damascus  | 4  | 2 | 2 | 0 | 8   | 8-0  |
| 2 | Olympic Beiroet    | 4  | 2 | 1 | 1 | 7   | 4-3  |
| 3 | Nebitçi Balkanabat | 4  | 0 | 1 | 3 | 1   | 1-10 |

| Club                | JAI | NEB | OLY | MOH |
| ------------------- | --- | --- | --- | --- |
| Al-Jaish Damascus   |     | 6-0 | 2-0 |     |
| Nebitçi Balkanabat  | 0-0 |     | 1-2 |     |
| Olympic Beiroet     | 0-0 | 2-0 |     |     |
| Mohammedan SC Dhaka |     |     |     |     |

Mohammedan SC Dhaka (Bangladesh) trok zich om onbekende redenen terug. 

### Groep D
| # | Club               | AW | W | G | V | PTN | V-T  |
| - | ------------------ | -- | - | - | - | --- | ---- |
| 1 | Home United FC     | 6  | 4 | 2 | 0 | 14  | 19-5 |
| 2 | Perak FA Ipoh      | 6  | 4 | 2 | 0 | 14  | 11-6 |
| 3 | Happy Valley AA    | 6  | 1 | 0 | 5 | 3   | 7-14 |
| 4 | Club Valencia Malé | 6  | 1 | 0 | 5 | 3   | 3-15 |

| Club               | HAP | HOM | PER | VAL |
| ------------------ | --- | --- | --- | --- |
| Happy Valley AA    |     | 0-2 | 1-2 | 3-1 |
| Home United FC     | 5-1 |     | 2-2 | 5-0 |
| Perak FA Ipoh      | 2-1 | 2-2 |     | 2-0 |
| Club Valencia Malé | 2-1 | 0-3 | 0-1 |     |

### Groep E
| # | Club                 | AW | W | G | V | PTN | V-T  |
| - | -------------------- | -- | - | - | - | --- | ---- |
| 1 | East Bengal Calcutta | 6  | 4 | 1 | 1 | 13  | 14-8 |
| 2 | Geylang United       | 6  | 4 | 1 | 1 | 13  | 12-5 |
| 3 | Negeri Sembilan FA   | 6  | 2 | 0 | 4 | 6   | 11-9 |
| 4 | Island FC Malé       | 6  | 1 | 0 | 5 | 3   | 2-17 |

| Club                 | EBC | GEY | ISL | NEG |
| -------------------- | --- | --- | --- | --- |
| East Bengal Calcutta |     | 1-1 | 3-0 | 4-2 |
| Geylang United       | 2-3 |     | 1-0 | 2-1 |
| Island FC Malé       | 1-2 | 0-5 |     | 1-0 |
| Negeri Sembilan FA   | 2-1 | 0-1 | 6-0 |     |

### Beste nummers 2
| # | Club                | AW | W | G | V | PTN | V-T  |
| - | ------------------- | -- | - | - | - | --- | ---- |
| 1 | Perak FA Ipoh       | 6  | 4 | 2 | 0 | 14  | 12-6 |
| 2 | Geylang United      | 6  | 4 | 1 | 1 | 13  | 12-5 |
| 3 | Olympic Beiroet     | 4  | 2 | 1 | 1 | 7   | 4-3  |
| 4 | Nisa Aşgabat        | 5  | 2 | 1 | 2 | 7   | 3-4  |
| 5 | Dhofar Club Salalah | 4  | 1 | 1 | 2 | 4   | 6-7  |

| Team 1               | Tot.    | Team 2            | 1e wedstr. | 2e wedstr. |
| -------------------- | ------- | ----------------- | ---------- | ---------- |
| Al-Wahda Damascus    | 4-4 (u) | Al-Nejmeh Beiroet | 2-1        | 2-3        |
| Perak FA Ipoh        | 3-5     | Geylang United    | 1-2        | 2-3        |
| Olympic Beiroet      | 4-5     | Home United FC    | 3-3        | 1-2        |
| East Bengal Calcutta | 0-3     | Al-Jaish Damascus | 0-0        | 0-3        |

|              |                                    |     |                     |                                              |
| 14 september | Al-Wahda Damascus                  | 2–1 | Al-Nejmeh Beiroet   | Pandit Jawahar Lal Nehru Stadium, Goa, India |
| 14 september | Iyad Mandou 86' Maher Al-Sayed 89' |     | Mohammad Kassas 50' | Pandit Jawahar Lal Nehru Stadium, Goa, India |

|              |                  |     |                                       |                                      |
| 14 september | Perak FA Ipoh    | 1–2 | Geylang United                        | Perak Stadium, Ipoh, Perak, Maleisië |
| 14 september | Frank Seator 90' |     | Aleksandar Duric 49' Fazrul Nawaz 60' | Perak Stadium, Ipoh, Perak, Maleisië |

|              |                      |     |                   |                            |
| 14 september | East Bengal Calcutta | 0–0 | Al-Jaish Damascus | Mong Kok Stadium, Hongkong |
| 14 september |                      |     |                   | Mong Kok Stadium, Hongkong |

|              |                                                       |     |                                                 |                                        |
| 14 september | Olympic Beiroet                                       | 3–3 | Home United FC                                  | King Abdullah Stadium, Amman, Jordanië |
| 14 september | Mohammed Atwi 18' Krekor Alozian 40' Faisal Antar 60' |     | Indra Shahdan Daud 28', 79' Egmar Goncalves 83' | King Abdullah Stadium, Amman, Jordanië |

|              |                                                         |     |                                   |                               |
| 21 september | Al-Nejmeh Beiroet                                       | 3–2 | Al-Wahda Damascus                 | Sports City, Beiroet, Libanon |
| 21 september | Moussa Hojeij 21' Othman Savane 33' Ali Nasereddine 65' |     | Moussa Traore 19' Iyad Mandou 34' | Sports City, Beiroet, Libanon |

|              |                                                          |     |                                              |                             |
| 21 september | Geylang United                                           | 3–2 | Perak FA Ipoh                                | Tampines Stadium, Singapore |
| 21 september | Hasrin Jailani 12' Aleksandar Duric 27' Fazrul Nawaz 41' |     | Syamsul Mohamed Saad 55' R. Surendran 90'+1' | Tampines Stadium, Singapore |

|              |                                                       |     |                      |                                        |
| 21 september | Al-Jaish Damascus                                     | 3–0 | East Bengal Calcutta | King Abdullah Stadium, Amman, Jordanië |
| 21 september | Adel Abdullah 16' Mohammed Zeino 50' Firas Ismail 87' |     |                      | King Abdullah Stadium, Amman, Jordanië |

|              |                          |     |                 |                                  |
| 21 september | Home United FC           | 2–1 | Olympic Beiroet | Choa Chu Kang Stadium, Singapore |
| 21 september | Fahmie Abdullah 69', 74' |     | Abbas Ali 63'   | Choa Chu Kang Stadium, Singapore |

| Team 1            | Tot. | Team 2         | 1e wedstr. | 2e wedstr. |
| ----------------- | ---- | -------------- | ---------- | ---------- |
| Al-Jaish Damascus | 6-1  | Home United FC | 4-0        | 2-1        |
| Al-Wahda Damascus | 2-1  | Geylang United | 1-1        | 1-0        |

|            |                     |     |                      |                                     |
| 19 oktober | Al-Wahda Damascus   | 1–1 | Geylang United FC    | Abbasiyyin Stadium, Damascus, Syrië |
| 19 oktober | Muhammad Jaafar 85' |     | Aleksandar Duric 63' | Abbasiyyin Stadium, Damascus, Syrië |

|            |                                                            |     |                |                                     |
| 20 oktober | Al-Jaish Damascus                                          | 4–0 | Home United FC | Abbasiyyin Stadium, Damascus, Syrië |
| 20 oktober | Mohammed Zeino 34' Firas Ismail 53', 62' Iyad Al-Hilou 76' |     |                | Abbasiyyin Stadium, Damascus, Syrië |

|            |                |                   |                   |                                 |
| 26 oktober | Geylang United | 0–1               | Al-Wahda Damascus | Bedok Stadium, Bedok, Singapore |
| 26 oktober |                | Moussa Traore 12' |                   | Bedok Stadium, Bedok, Singapore |

|            |                |     |                                       |                                   |
| 27 oktober | Home United FC | 1–2 | Al-Jaish Damascus                     | Bishan Stadium, Bishan, Singapore |
| 27 oktober | Sivakumar 17'  |     | Mohammed Zeino 76' Zyad Chaabo 90'+1' | Bishan Stadium, Bishan, Singapore |

| Team 1            | Tot.    | Team 2            | 1e wedstr. | 2e wedstr. |
| ----------------- | ------- | ----------------- | ---------- | ---------- |
| Al-Wahda Damascus | 3-3 (u) | Al-Jaish Damascus | 2-3        | 1-0        |

|             |                                 |     |                                                         |                                     |
| 19 november | Al-Wahda Damascus               | 2–3 | Al-Jaish Damascus                                       | Abbasiyyin Stadium, Damascus, Syrië |
| 19 november | Darar Radawi 49' Omar Akil 90+2 |     | Zyad Chaabo 3' Firas Ismail 32' Amer Al-Abtah 55' (pen) | Abbasiyyin Stadium, Damascus, Syrië |

|             |                   |                     |                   |                                     |
| 26 november | Al-Jaish Damascus | 0–1                 | Al-Wahda Damascus | Abbasiyyin Stadium, Damascus, Syrië |
| 26 november |                   | Nabil Al-Shahma 72' |                   | Abbasiyyin Stadium, Damascus, Syrië |